# Eliphalet Nott

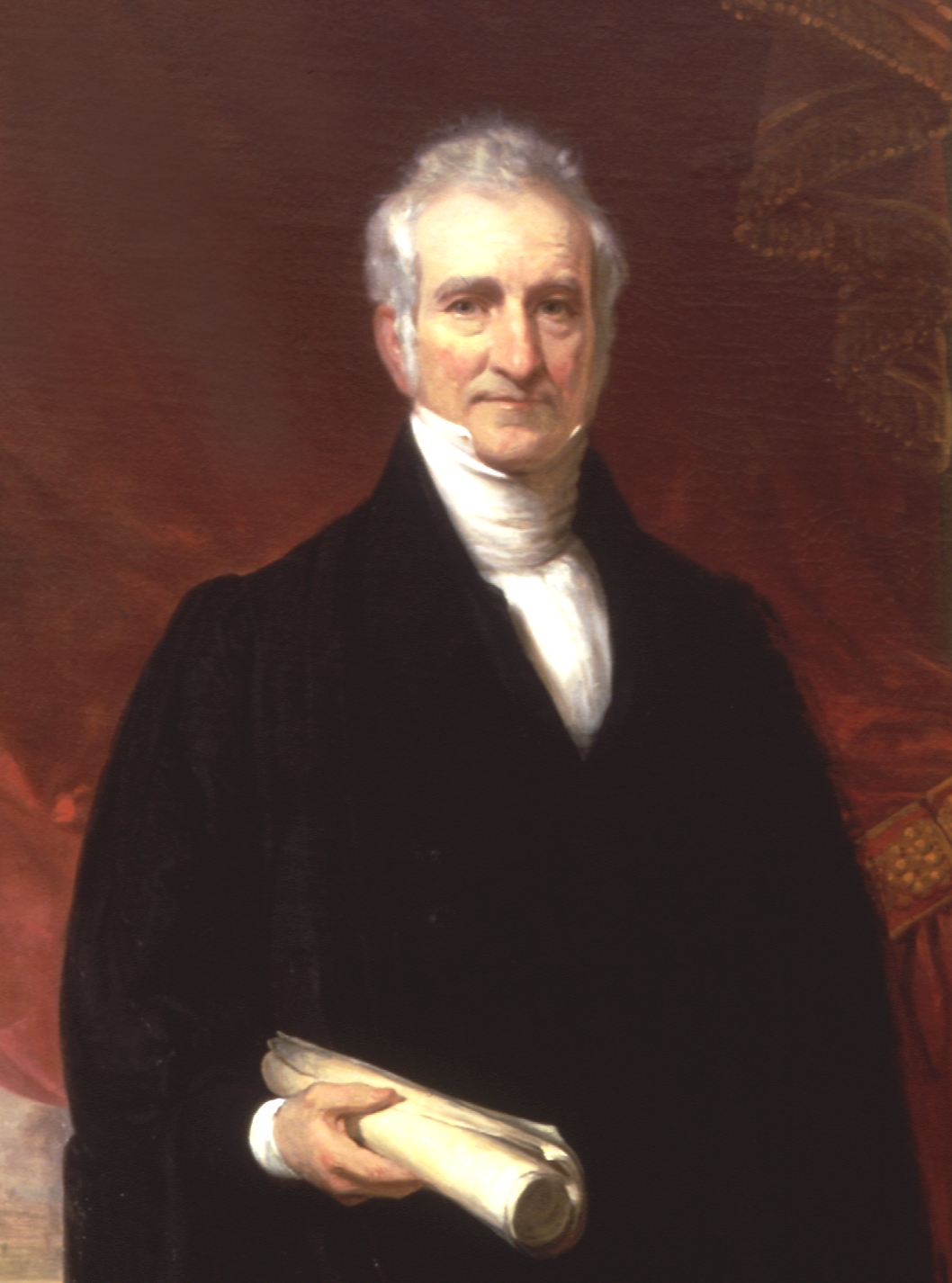
Eliphalet Nott, 1839 porträtiert von Henry Inman (1801–1846)

Reverend Eliphalet Nott (* 25. Juni 1773 in Ashford, Colony of Connecticut; † 25. Januar 1866 in Schenectady, New York) war ein US-amerikanischer Doktor der Theologie, Erfinder und Erzieher.

## Leben
Eliphalet Nott, der Sohn des Farmers Stephen Nott (1728–1790) und seine Frau Deborah Nott, geborene Selden (1733–1788), wuchs in der neuenglischen Congregational society auf, absolvierte 1795 nach einem Studium der Theologie das Rhode Island College (heute: Brown University) mit dem Grad Master of Arts, durfte ein Jahr darauf predigen und wurde 1802 zum Prediger der Presbyterianischen Kirche in Albany berufen. 1805 wurde er am College of New Jersey Doktor der Theologie und 1828 Doktor der Rechte.
Von 1805 bis zu seinem Tode war Nott als Nachfolger von Jonathan Maxcy Präsident des Union College. Mit einer Dienstzeit von 61 Jahren belegt er auf der Liste der am längsten dienenden Präsidenten an US-Hochschulen bis heute den 1. Platz. Parallel zu dieser jahrzehntelangen Präsidentschaft war Nott von 1829 bis 1845 Präsident des Rensselaer Polytechnic Institute. Nott, das Oberhaupt dieser ältesten Technischen Hochschule in Nordamerika, hatte – die Theologie ausgenommen – nie ein naturwissenschaftliches Fach an irgendeiner Schule belegt. So wird er in den Vereinigten Staaten – bezogen auf sein Schaffen als Erfinder – als einer der beharrlichsten Autodidakten verehrt. Nott hatte sich nämlich die Naturwissenschaft Wärmelehre weitgehend selbst angeeignet. Das dazu erforderliche mathematische Rüstzeug hatte er sich mit Unterstützung seiner Ehefrau Sarah Marie „Sally“ Benedict erarbeitet. Nott ist der Erfinder des ersten mit Glanzkohle beheizten Ofens. Zudem hielt Nott 30 Patente – zum Beispiel die Thermodynamik in der Dampfmaschine betreffend.
Seit 1814 war Nott Mitglied der American Antiquarian Society.

## Familie
Nott heiratete Sarah Marie (Sally) Benedict, die Tochter von Reverend Joel Benedict aus Plainfield (Connecticut). Sally Nott starb am 10. März 1804. Drei Jahre später heiratete er Gertrude Peebles. Gertrude Nott starb im Januar 1841. In der zweiten Hälfte des Jahres 1842 heiratete Nott die Erzieherin Urania Sheldon.
Nott hatte drei Kinder – Joel, Sarah Maria und Gertrude.
Seine letzte Ruhe fand Eliphalet Nott auf dem Vale Friedhof in Schenectady.